# بانک رشید
بانک رشید (به عربی: مصرف الرشيد) دومین بانک بزرگ عراقی با ۱۶۲ شعبه داخل عراق می‌باشد که در سال ۱۹۸۸ تأسیس شد.